# Ham (csimpánz)
Ham (1957 júliusa – 1983. január 19.), más néven Ham, az űrcsimpánz volt az első emberszabású élőlény, amely eljutott a világűrbe, és onnan épségben vissza is tért. 1961. január 31-én Ham a Mercury–Redstone–2 küldetés keretében hajtott végre űrugrást. Becenevének jelentése sonka, emellett annak a laboratóriumnak a rövidítése, amely felkészítette őt történelmi küldetésére: a Holloman Aerospace Medical Centeré, amely az új-mexikói Holloman Légitámaszponton található, Alamogordótól délnyugatra. A csimpánz az űrutazást követően még hosszú éveket élt állatkertben.

## Korai évei
Ham 1957 júliusában született az akkori Francia Kamerunban, ahol egy csapdával fogták be, és a floridai Miamiba, a Rare Bird Farmra küldték. Az Amerikai Egyesült Államok Légiereje innen vásárolta meg, és 1959 júliusában a Holloman Légitámaszpontra szállították kísérleti célokból.

## Kiképzése és űrutazása

### Kiképzése
1959 júliusától kezdve a kétéves csimpánzt Joseph V. Brady idegtudós irányításával képezték ki a Holloman Légitámaszpont repülőorvosi laboratóriumában, hogy egyszerű, időzített feladatokat hajtson végre elektromos fényekre és hangokra reagálva. Repülés előtti kiképzése során Ham megtanulta, hogy öt másodpercen belül húzzon meg egy kart, miután felvillant egy kék fény, ennek elmulasztása esetén kisebb áramütést érzett a talpán, míg a helyes reakciónál banánpellettel jutalmazták. A kiképzésen résztvevő 6 csimpánz közül Ham bizonyult a legsikeresebbnek, mivel jól oldotta meg a feladatokat, és nyugodtan viselte el a bezártságot és a gyorsulásból származó terhelést.

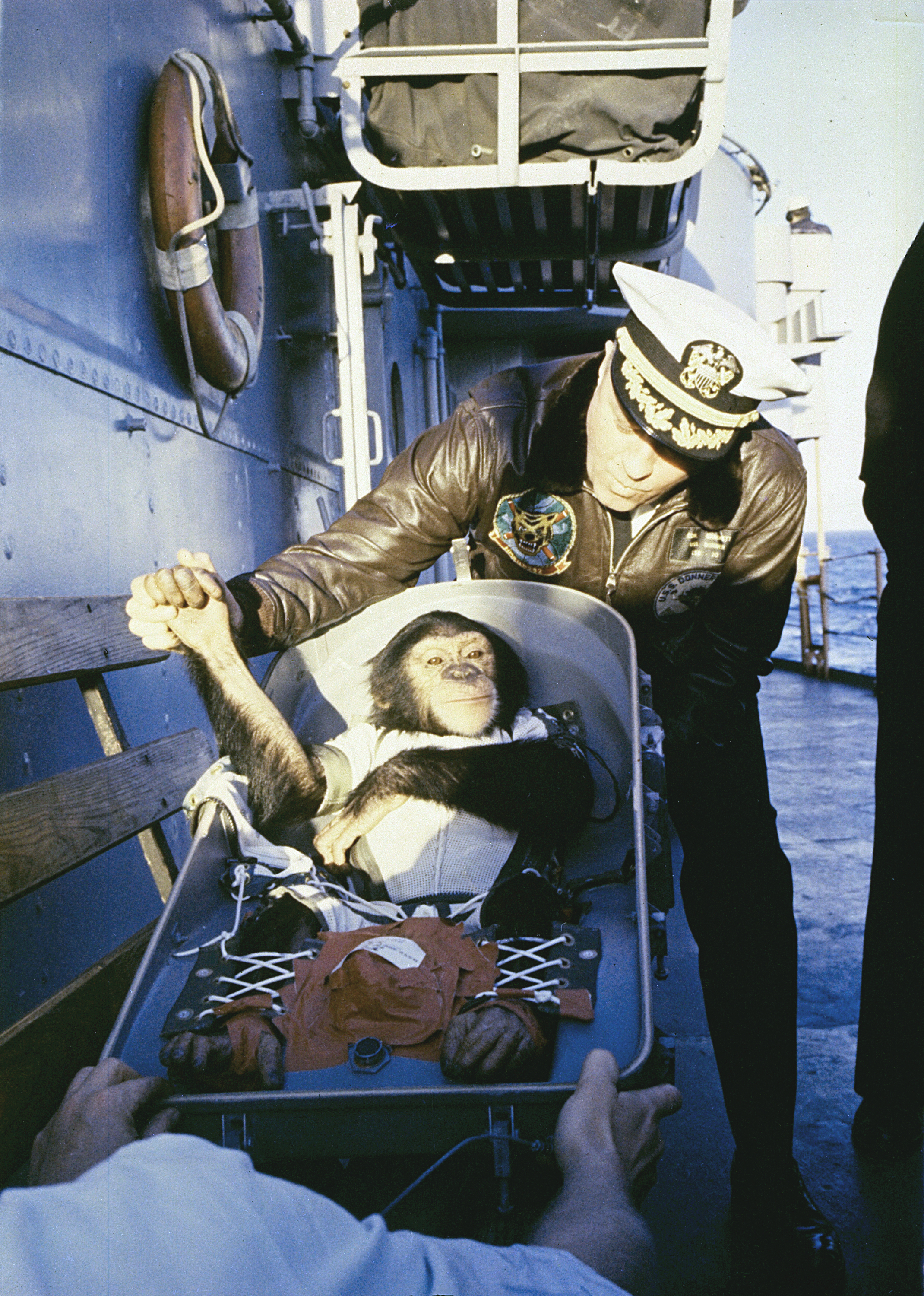
Az űrből visszatérő Hamet kézfogással köszönti a USS Donner kapitánya 1961. január 31-én

### Űrugrása
Ham űrutazását közvetlenül Alan Shepard történelmi küldetése előtti főpróbának szánták. 1961. január 31-én a Mercury–Redstone–2 keretében indították útnak egy szuborbitális repülésre a floridai Cape Canaveralról. A csimpánz létfontosságú életfunkcióit és a végrehajtott feladatait szenzorokkal rögzítették, és számítógépekkel elemezték a Földön. A hajtófokozat leállását a mentőrakéta hibának érzékelte, így annak begyújtása a tervezettnél tovább gyorsította az űrkapszulát, és a pályát is módosította. A 16 perc 39 másodperc időtartamú űrutazás alatt a csimpánz 6 percet töltött el súlytalanságban, 250 km-es magasságba jutott és 662 km távolságot tett meg. A pályaeltérésből adódóan a visszatérésnél Hamra extrém mértékű, 14,7 G-s terhelés nehezedett, ráadásul az előre kiszámított helyszíntől 60 kilométerre landolt az Atlanti-óceánban. A kapszulában egy hibás szelep miatt részleges nyomásvesztés lépett fel a repülés során, de Ham űrruhája megakadályozta, hogy bármilyen sérülést szenvedjen. A vízzel félig megtelt kapszulát végül sikerrel kimentették, és a majmot a USS Donner romboló vette a fedélzetére. A majom a rendkívüli körülményeket egy kisebb orrsérüléssel megúszta. Ham kartologató teljesítménye az űrben csak a másodperc töredékével volt lassabb, mint a Földön, bizonyítva, hogy feladatok végezhetők az űrben. A küldetés súlyos hibái és kudarca miatt a NASA elhalasztotta a tervezett emberes űrrepülést, és ez éppen elég volt, hogy a szovjet Vosztok–1 és Jurij Gagarin leelőzze őket a történelmi küldetésben.

## Későbbi évei
1963. április 5-én Hamet a washingtoni Nemzeti Állatkertbe helyezték át, ahol 17 évig élt, mielőtt 1980. szeptember 25-én csatlakozott volna az észak-karolinai állatkert fogságban élő csimpánzok kis csoportjához. 1983. január 19-én bekövetkezett halála után a majom holttestét boncolás céljából a Fegyveres Erők Patológiai Intézetéhez szállították. A boncolást és a vizsgálatokat követően az volt a terv, hogy kitömik és kiállítják a Smithsonian Intézetben, ahogyan azt a szovjetek is tették az űrkutyákkal, Sztrelkával és Belkával, ezt a tervet azonban a negatív reakciók után elvetették. Ham maradványait végül az új-mexikói Alamogordóban, a Nemzetközi Űrhírességek Csarnokának bejáratánál temették el egy emlékünnepség keretében. Csontváza az amerikai Országos Egészségügyi és Orvostudományi Múzeum gyűjteményében található.

## Fordítás
- Ez a szócikk részben vagy egészben  a   Ham (chimpanzee) című angol Wikipédia-szócikk fordításán alapul.  Az eredeti cikk szerkesztőit annak laptörténete sorolja fel. Ez a jelzés csupán a megfogalmazás eredetét és a szerzői jogokat jelzi, nem szolgál a cikkben szereplő információk forrásmegjelöléseként.